# Макартур, Чарлз
Ча́рлз Го́рдон Мака́ртур (5 ноября 1885, Скрантон, США — 21 апреля 1956, Нью-Йорк, США) — американский сценарист и драматург. Лауреат премии «Оскар» 1936 года.

## Биография
Родился в семье Уильяма Тельфера Макартура и Джорджианы Вельстед Макартур. Уильям Макартур был евангелистом и детство Чарлза прошло в частых переездах. После окончания средней школы Чарлз покинул родной дом и отправился на Средний Запад. Он устроился на работу репортёром в The Oak Leaves — газету, выходившую в пригороде Чикаго, которая принадлежала двум его старшим братьям, а руководила изданием его сестра. Вскоре он стал довольно успешным чикагским журналистом, сотрудничал с такими изданиями как Chicago Tribune и Chicago Daily News.
Во время Первой мировой войны служил во Франции офицером в артиллерийской батарее. После войны, в 1919 году, написал «Перспективный взгляд на войну» (англ. A Bug's-Eye View of the War), в котором рассказал о своем военном опыте, и несколько коротких рассказов, в том числе «Пропади оно пропадом» (англ. Hang It All) в 1921 году и «Канат» (англ. Rope) в 1923 году, напечатанных в нью-йоркском журнале «The Smart Set». После этих публикаций Макартур решил остаться в Нью-Йорке и заниматься драматургией.

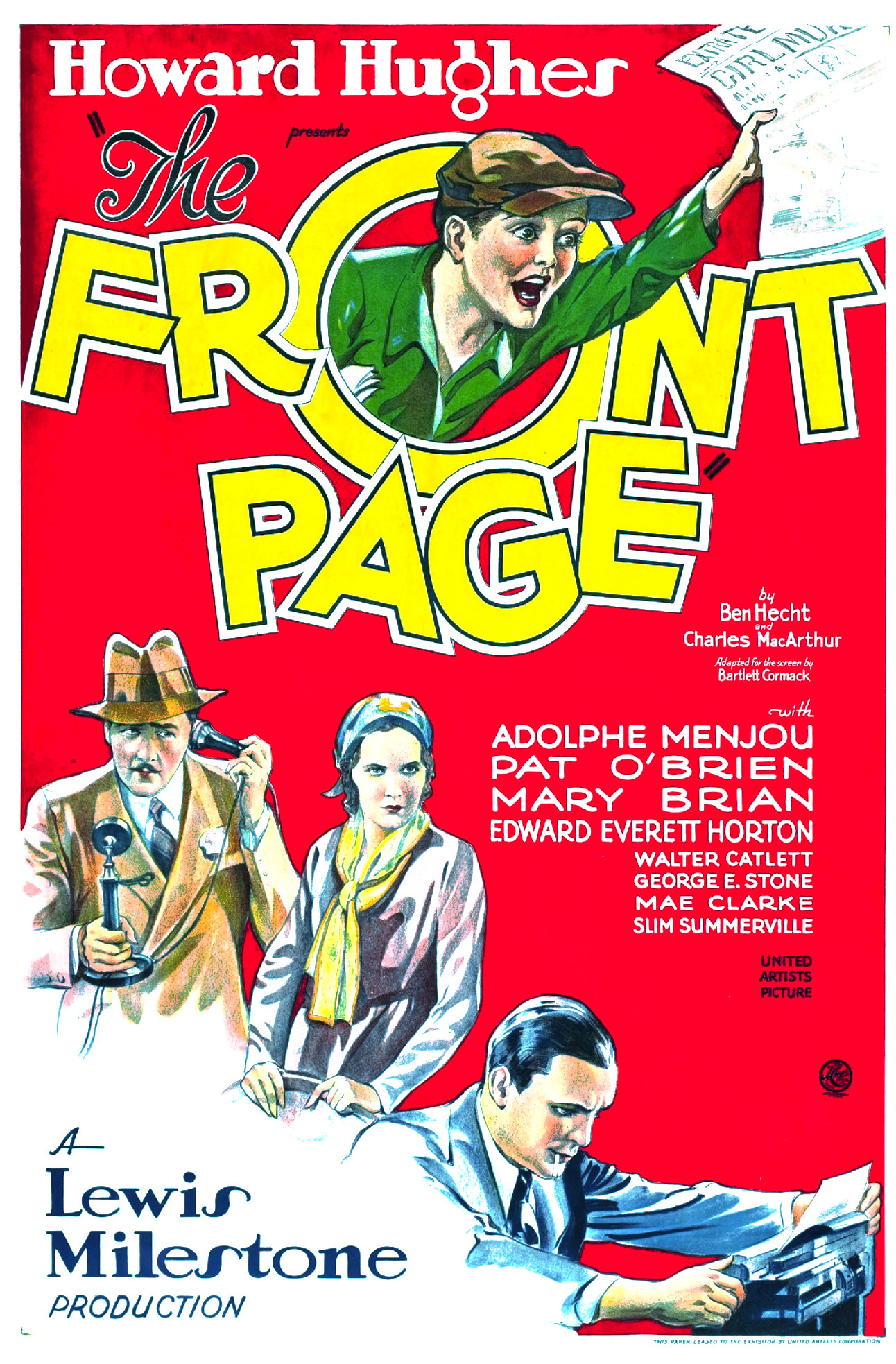
Плакат к фильму «Первая полоса», 1931 год

Самые известные работы Макартура были созданы в соавторстве с известным голливудским сценаристом Беном Хектом:
- «Подлец» (англ. The Scoundrel) — фильм, снятый в 1935 году и рассказывающий об успешном, бессердечном и циничном нью-йоркском издателе (Ноэл Кауард)[3].
- «Дамы и господа» (англ. Ladies and Gentlemen), история любви двух присяжных, которые встретились во время длительного судебного процесса. В 1950 году по пьесе был снят фильм «Идеальные незнакомцы» с Джинджер Роджерс и Деннисом Морганом в главных ролях[4].
- «Двадцатый век» (англ. Twentieth Century), история эксцентричного бродвейского импресарио. В 1934 году пьеса была адаптирована в одноименный кинофильм, главные роли в котором исполнили Джон Берримор и Кэрол Ломбард[5], трижды ставилась для телевидения, в 1949, в 1953 и в 1956 годах[6]. В 1978 году на Бродвее состоялась премьера одноимённого мюзикла с Джоном Каллумом и Мэдлин Кан[7].
- «Первая полоса» (англ. The Front Page) — комедия о том, как журналисты из таблоидных газет избивают полицейских. Пьеса ставилась на разных театральных площадках и несколько раз адаптировалась для кино. В 1931 году вышел первый одноименный фильм по пьесе. В 1940 году режиссёр Говард Хоукс снял вольную интерпретацию пьесы — «Его девушка Пятница» с Кэри Грантом и Розалинд Рассел[8]. В 1949 году телеканал CBS выпустил сериал «Первая полоса» с Джоном Дейли и Марком Робертсом в главных ролях[9].

Был женат на актрисе Хелен Хейс. У них было двое детей, в том числе приёмный сын Джеймс Макартур, ставший актёром.

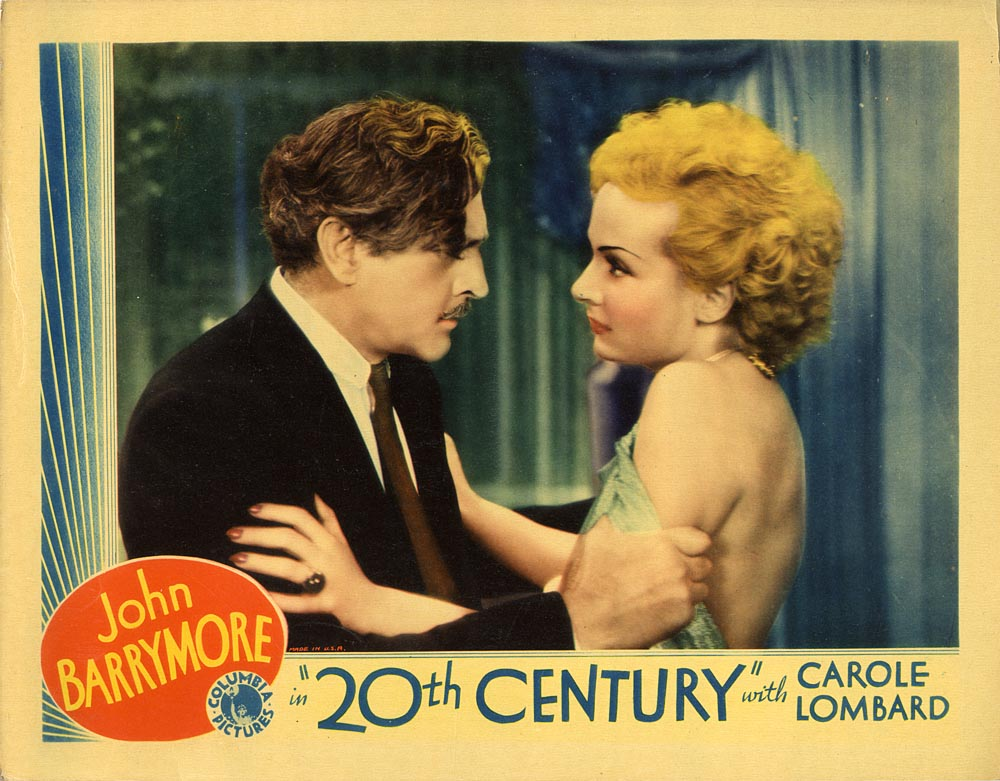
Открытка фильма «Двадцатый век»

## Награды и номинации
- 1932/33 — Номинация на премию «Оскар» за лучший литературный первоисточник к фильму «Распутин и императрица» (англ. Rasputin and the Empress)[10]
- 1935 — Премия «Оскар» — (совместно с Беном Хектом) за лучший литературный первоисточник к фильму «Подлец» (англ. The Scoundrel)[10]
- 1939 — Номинация на премию «Оскар» (совместно с Беном Хектом) за лучший сценарий к фильму «Грозовой перевал» (англ. Wuthering Heights)[11]

В 1983 году посмертно введен в Американский театральный Зал Славы.